# سیارک ۱۸۰۸۴
سیارک ۱۸۰۸۴ (به انگلیسی: 18084 Adamwohl، نامگذاری:2000HP47) هجده هزار و هشتاد و چهارمین سیارک کشف شده‌است که در ۲۹ آوریل ۲۰۰۰ کشف شد.
قدر مطلق سیارک برابر ۱۲.۹ است.